# Lajolla perlata
Lajolla perlata är en insektsart som beskrevs av Rauno E. Linnavuori 1959. Lajolla perlata ingår i släktet Lajolla och familjen dvärgstritar. Inga underarter finns listade i Catalogue of Life.